# Rajidae
Rajidae zijn een familie uit de orde van de Rajiformes.

## Taxonomie
De volgende geslachten zijn bij de familie ingedeeld:
- Familie: Rajidae
  - Geslacht: Amblyraja (Malm, 1877)
  - Geslacht: Beringraja (Ishihara et al., 2012)
  - Geslacht: Breviraja (Bigelow and Schroeder, 1948)
  - Geslacht: Caliraja (Ebert, 2022)
  - Geslacht: Dactylobatus (Bean and Weed, 1909)
  - Geslacht: Dentiraja (Whitley, 1940)
  - Geslacht: Dipturus (Rafinesque, 1810)
  - Geslacht: Hongeo  (Jeong & Nakabo, 2009)
  - Geslacht: Leucoraja (Malm, 1877)
  - Geslacht: Malacoraja (Stehmann, 1970)
  - Geslacht: Neoraja (McEachran and Campagno, 1982)
  - Geslacht: Okamejei (Ishiyama, 1958)
  - Geslacht: Orbiraja (Last, Weigman & Dumale, 2016)
  - Geslacht: Raja (Linnaeus, 1758)
  - Geslacht: Rajella (Stehmann, 1970)
  - Geslacht: Rostroraja (Hulley, 1972)
  - Geslacht: Spiniraja (Whitley, 1939)
  -  Geslacht: Zearaja (Whitley, 1939)

## Enkele soorten van de Noordzee
- Raja brachyura (Blonde rog)
- Raja clavata (Stekelrog)
- Raja microocellata (Kleinoogrog)
- Raja montagui (Gevlekte rog)
- Raja undulata (Golfrog)